# Doddakamaravalli, Piriyapatna
Doddakamaravalli là một làng thuộc tehsil Piriyapatna, huyện Mysore, bang Karnataka, Ấn Độ.